# Авиационные происшествия VARIG
Перечень всех авиационных происшествий, включая угоны, произошедших с воздушными судами бразильской авиакомпании VARIG (1927−2006).

## Потери самолётов

### 25 апреля 1931 года
Junkers A 50 ce борт P-BAAE (заводской номер 3534) «Bagé» при подходе к Порту-Алегри из-за отказа двигателя совершил вынужденную посадку на острове Москитос (порт. Ilha dos Mosquitos). При посадке самолёт разрушился, при этом погиб второй пилот Жуан Карлос Граве (порт. João Carlos Gravé); командир Франц Нуэле (порт. Franz Nuelle) потерял одну из ног, но выжил.

### 28 февраля 1942 года
Junkers Ju.52/3mge борт PP-VAL (заводской номер 4058) выполнял пассажирский рейс из Порту-Алегри, когда вскоре после вылета остановились все три двигателя, поэтому экипаж выполнил посадку на озеро Гуаиба в 2,5 километрах от аэропорта. Из находившихся на борту 18 пассажиров и 3 членов экипажа были спасены 15 человек; погибли пилот Харальд Штунде (порт. Harald Stunde), бортинженер Бруно (порт. Bruno) и 4 пассажира.

### 20 июня 1944 года
Lockheed 10E Electra борт PP-VAQ (заводской номер 1008) «Santa Cruz» выполнял пассажирский рейм из Пелотаса в Порту-Алегри, когда при заходе на посадку в условиях грозы вышел из-под контроля и упал в озеро Гуаиба. Погибли все находившиеся на борту 10 человек: 8 пассажиров, командир Рикардо Лау (порт. Ricardo Lau) и второй пилот Фредерико Хохварт (порт. Frederico Hochwart) (по другим данным — 7 пассажиров и 3 члена экипажа).

### 7 марта 1948 года
Lockheed 10A Electra борт PP-VAS (заводской номер 1028) выполнял грузовой рейс из Сан-Габриела в Порту-Алегри, когда во время первоначального набора высоты отказал левый двигатель (был засорён воздухозаборник карбюратора). Экипаж совершил посадку «на брюхо» (шасси были уже убраны) на холм за полосой, при этом самолёт разрушился, но все два человека на борту выжили.
В тот же день близ Порту-Алегри при невыясненных обстоятельствах потерпел аварию Messerschmitt M20 b2 борт PP-VAK (заводской номер 546).

### 2 августа 1949 года
Curtiss C-46D-10-CU борт PP-VBI (заводской номер 33100) выполнял пассажирский рейс по маршруту Рио-де-Жанейро — Сан-Паулу — Порту-Алегри, когда за 20 минут до прибытия к конечному пункту назначения в грузовом отделении G возник пожар. Пилоты приступили к аварийному снижению, тогда как остальной экипаж безуспешно пытался погасить пожар. Из-за густого дыма, который мешал видеть приборную панель, пилоты были вынуждены ориентироваться, высунув головы наружу, поэтому было принято решение о посадке вне аэродрома на горной местности. Тем временем напуганные пожаром пассажиры собрались в передней части, что нарушило центровку и привело к «клевку» самолёта перед самой посадкой. Лайнер разбился в муниципалитете Жакирана, при этом из находившихся на борту 30 пассажиров и 6 членов экипажа погибли 5 человек: 4 пассажира и стюард Жуан Мотта Феррейра (порт. João Motta Ferreira). Причина пожара так и не была установлена. По одной из версий, в багажное отделение мог упасть кончик зажжённой сигары одного из пассажиров; в самом багажнике находились банки с маслом, которые везли с собой несколько пассажиров (вероятно, студенты) и которые могли стать очагом возгорания.

### Сентябрь 1949 года
Происшествие с Junkers A-50 борт PP-VAI (бывший P-BAAI); детали неизвестны.

### 18 декабря 1950 года
Происшествие с Noorduyn Norseman VI борт PP-VBE; детали неизвестны.

### 21 февраля 1952 года
Curtiss C-46A-25-CU борт PP-VCB выполнял рейс из Рио-де-Жанейро, когда сразу после взлёта произошёл отказ левого двигателя, при этом экипаж его не зафлюгировал. Работающий в режиме авторотации винт стал сильно тормозить самолёт, поэтому была выполнена посадка на поверхность залива Гуанабара; весь экипаж в составе 3 человек был спасён.

### 18 октября 1952 года
Lockheed 10B Electra борт PP-VAU выполнял посадку в Лажисе в условиях сильного дождя и плохой видимости. При касании лайнер подскочил и с силой ударился о землю, при этом разрушилась левая стойка шасси, а затем деформировало левое крыло. Из находившихся на борту 4 человек (3 члена экипажа и 1 пассажир), по имеющимся данным, никто не погиб; самолёт был списан.

### 4 июня 1954 года
Curtiss C-46A-45-CU борт PP-VBZ выполнял грузовой рейс из Сан-Паулу в Порту-Алегри, когда едва вылетев из аэропорта Конгоньяс и поднявшись до высоты 100 метров он опустил нос и врезался в землю. Погибли все находившиеся на борту 3 человека: пилоты Карлоса Х. Руль (порт. Carlos H. Ruhl, пилот-инструктор по безопасности полётов), Густаво Адольфо Сабоья (порт. Gustavo Adolfo Sabóia) и бортрадист Хосе Мария де Са Рибейро (порт. José Maria de Sá Ribeiro). Причиной катастрофы стала ошибка экипажа, который перед взлётом забыл разблокировать рули высоты.

### 7 апреля 1957 года
Curtiss C-46A-45-CU борт PP-VCF выполнял пассажирский рейс из Баже в Порту-Алегри, когда после взлёта пилот заметил возгорание в левом двигателя. Отключив данный мотор, экипаж принял решение возвращаться в аэропорт вылета, однако он не подозревал, что пожар был на самом деле чуть ниже — в отсеке шасси. При заходе на посадку левое шасси было настолько повреждено огнём, что не выпустилось, при этом дыма выделялось уже гораздо меньше прежнего, создавая иллюзию, что пожар потушен. Не решившись садиться «на брюхо», экипаж в соответствии с инструкциями компании принял решение об уходе на второй круг, для чего увеличил режим двигателей. Но при пролёте над аэродромом левое крыло из-за ослабления конструкции отделилось, после чего машина рухнула на землю. Погибли все находившиеся на борту 40 человек: 35 пассажиров и 5 членов экипажа.

### 16 августа 1957 года
Lockheed L-1049G Super Constellation борт PP-VDA выполняя пассажирский рейс в Нью-Йорк совершил промежуточную посадку в Сьюдад-Трухильо с отказавшим и зафлюгированным воздушным винтом № 2. Пассажиров высадили, после чего лайнер, на борту которого был только экипаж в составе 11 человек, продолжил полёт до Нью-Йорка. Однако спустя 50 минут после взлёта воздушный винт № 4 вышел на закритические обороты, при этом отказываясь флюгироваться или отключаться, после чего отделившись врезался в двигатель № 3, приведя к его отказу. Не имея возможности выполнять полёт с одним исправным двигателем, экипаж попытался выполнить посадку на побережье в районе Кабарете, но оно было покрыто лесом. Тогда было выполнено приводнение близ берега, при этом фюзеляж разломился пополам и погиб 1 бортпроводник.

### 18 октября 1957 года
Douglas C-47A-80-DL борт PP-VCS выполнял грузовой рейс из Порту-Алегри в Сан-Паулу, но после взлёта на небольшой скорости стал отклоняться влево. Экипаж выровнял машину, но из-за недостаточной скорости она потеряла высоту, опустилась на землю и отскочив вновь поднялась в воздух. Впереди по курсу находился холм, избегая столкновения с которым пилоты отвернули влево, когда левое крыло зацепило здание, после чего «Дуглас» врезался в землю и полностью разрушился. Весь экипаж в составе 3 человек погиб. Причиной катастрофы были названы ошибки в пилотировании в условиях турбулентности близ земли; также не исключается вероятный отказ левого двигателя во время взлёта.

### 3 января 1958 года
Douglas DC-3-277D борт PP-VCS выполнял тренировочный полёт в аэропорту Порту-Алегри, когда при пролёте над аэродромом на малой высоте инструктор отключил правый двигатель, имитируя его отказ. Однако после этого машина стала сильно крениться вправо, на что инструктор стал отклонять штурвал влево, но крен продолжал расти и достиг опасного значения. Тогда был убран режим левого двигателя, после чего лайнер совершил грубую посадку; находившиеся на борту оба пилота (инструктор и проверяемый) выжили, но самолёт получил критические повреждения и был списан.

### 22 сентября 1958 года
Convair CV-240-2 борт PP-VCK выполнял тренировочный полёт в Рио-де-Жанейро (по другим данным — Бразилиа), в котором отрабатывался уход на второй круг. Было выполнено несколько однообразных циклов, когда во время очередного захода на посадку в условиях плохой видимости и сильного дождя отказали дворники, поэтому командир экипажа был вынужден открыть боковое окно, чтобы ориентироваться через него. Неожиданно окно отделилось и ударило по колонке штурвала, направив машину вверх. Пилоты увеличили мощность двигателей, но лайнер потерял скорость и упал на землю. Все находившиеся на борту три пилота выжили, тогда как самолёт сгорел.

### 12 апреля 1960 Года
Douglas C-53 борт PP-CDS (лизинг у Cruzeiro do Sul) выполнял пассажирский рейс по маршруту Санта-Витория-ду-Палмар — Жагуаран — Рио-Гранде — Пелотас — Порту-Алегри. При вылете из Пелотаса во время разгона по ВПП лопнула одна из шин, в результате чего машина стала отклоняться вправо. Пилоты попытались выровнять направление, но сделали это слишком резко, из-за чего теперь «Дуглас» отвернул резко влево и помчался на перрон, где стояли другие самолёты. Экипаж тогда попытался подняться в воздух, но из-за малой скорости не успел. Борт PP-CDS зацепил другие стоящие DC-3 (борты PT-ABZ и PP-HDJ), упал на землю и разрушился. Из находящихся на борту 18 пассажиров и 4 членов экипажа погибли 10 человек: 8 пассажиров, командир Манфредо Баррос (порт. Manfredo Barros) и второй пилот Иво Гарсия де Алмейда (порт. Ivo Garcia de Almeida).

### 18 декабря 1960 года
Curtiss C-46C борт PP-VCT выполняя грузовой рейс в Сан-Паулу при посадке на ВПП 15 из-за сбоя тормозной системы и замешательства экипажа выкатился за пределы полосы с разрушением шасси. Все находившиеся на борту три члена экипажа выжили, но самолёт получил критические повреждения и был списан.

### 27 сентября 1961 года
Sud Aviation SE-210 Caravelle III борт PP-VJD выполнял пассажирский рейс 592 из Рио-де-Жанейро в Бразилиа, когда при заходе на посадку в левом двигателе возник пожар, который однако находился под контролем. Данный отказ, вероятно, нарушил работу экипажа, командир которого к тому же имел малый опыт налёта, так как касание полосы произошло сперва передней опорой шасси, которая разрушилась. Машина заскользила по бетону, а после остановки загорелась. Из находившихся на борту 63 пассажиров и 8 членов экипажа в ходе эвакуации была ранена стюардесса (ожог руки), но никто не погиб. Среди пассажиров находилась группа политиков во главе с популярным Леонелом Бризола, что породило теории о саботаже. По имеющимся данным, это первое авиапроисшествие в истории новой столицы Бразилии

### 12 декабря 1961 года
Curtiss C-46A-55-CK борт PP-VBM выполнял тренировочный полёт близ Рио-де-Жанейро, при этом с целью имитации отказа был остановлен левый двигатель. Далее экипаж попробовал запустить данный мотор, когда тот неожиданно стал работать в режиме реверса (обратной тяги), тем самым тормозя лайнер и осложняя пилотирование. Была предпринята попытка вернуться в аэропорт вылета, но из-за невозможности сохранять безопасную высоту полёта была выполнена посадка на воду близ острова Итайпу. Находившиеся на борту командир Альберто Фрасешини (порт. Alberto Fraceschini) и второй пилот Джеральдо Элджес (порт. Geraldo Elges) не пострадали, но самолёт был списан.

### 3 марта 1962 года
Происшествие с Douglas DC-3-178 борт PP-YQN в районе Нануки; детали неизвестны.

### 27 ноября 1962 года
Boeing 707-441 борт PP-YQN выполнял пассажирский рейс 810 из Рио-де-Жанейро в Лос-Анджелес, когда совершая промежуточную посадку в Лиме (Перу) отклонился от посадочного курса и врезался в гору. Погибли все находившиеся на борту 97 человек: 80 пассажиров и 17 членов экипажа. Причину отклонения официально установить не удалось.

### 22 декабря 1962 года
Convair CV-240-2 борт PP-VCQ выполнял пассажирский рейс по маршруту Рио — Белу-Оризонти — Бразилиа. Заход на посадку в последнем пункте назначения осуществлялся ночью при сильном ветре, когда в 8,4 км от порога полосы лайнер врезался в деревья, опрокинулся на бок и загорелся. Из находившихся на борту 35 пассажиров и 5 членов экипажа погиб командир; остальные успели эвакуироваться. Причину снижения под безопасную высоту установить не удалось.

### 21 июня 1963 года
Curtiss C-46A-55-CK борт PP-NBP разбился при посадке в Бразилиа; сведения о жертвах отсутствуют.

### 1 июля 1963 года
Douglas C-47B-20-DK борт PP-VBV выполнял рейс 280 из Порту-Алегри в Пасу-Фунду, но выполняя заход на посадку в СМУ опустился под глиссаду и в нескольких километрах от ВПП врезался в деревья. Из находившихся на борту 15 пассажиров и 3 членов экипажа погибли 15 человек: 13 пассажиров и оба пилота. Причиной катастрофы была названа ошибка экипажа, который в СМУ и в сумерках пытался выполнять визуальный полёт. Происшествие также известно как «Трагедия в Пасу-Фунду» (порт. A Tragédia de Passo Fundo).

### 20 апреля 1966 года
Происшествие с Douglas C-47B-45-DK борт PP-VAY в аэропорту Порту-Насиунал; жертв не было, другие подробности неизвестны.

### 23 июня 1966 года
Происшествие с Douglas C-47A-90-DL борт PP-YPK в аэропорту Порту-Насиунал; жертв не было, другие подробности неизвестны.

### 15 июля 1966 года
Douglas C-47A-25-DK борт PP-YPT выполнял пассажирский рейс Понта-Гросса — Куритиба, когда при заходе на посадку экипаж столкнулся с техническими проблемами, из-за которых выполнил аварийную посадку в поле в районе Кампу-Ларгу (Парана). Из находящихся на борту 16 пассажиров и 4 членов экипажа никто не погиб, но самолёт получил критические повреждения и был списан.

### 5 марта 1967 года
Douglas DC-8-33 борт PP-PEA выполнял пассажирский рейс 837 по маршруту Бейрут — Рим — Монровия — Рио-де-Жанейро, когда при ночной посадке в Монровии в условиях тумана из-за ошибки экипажа снизился под глиссаду и в 1,8 км от полосы врезался в землю, разрушив несколько домов. Из находящихся на борту 71 пассажира и 19 членов экипажа погиб 51 человек: 50 пассажиров и 1 член экипажа; также погибли 5 человек на земле.

### 14 октября 1967 года
Происшествие с Douglas C-47B-45-DK борт PP-VBH в Сан-Паулу; жертв не было, другие подробности неизвестны.

### 15 июля 1968 года
Curtiss C-46C Super борт PP-VBJ выполнял грузовой рейс из Сан-Паулу в Ресифи, когда экипаж неверно определив своё местонахождение доложил о прохождении «Gamela», на что диспетчер дал разрешение снижаться до высоты 2000 футов. В 21:30 лайнер врезался в гору в районе Граваты и полностью разрушился; весь экипаж в составе 3 человек погиб.

### 14 декабря 1969 года
Hawker Siddeley HS 748-2A-235 борт PP-VDQ выполнял заход на посадку в Уберландию, когда на высоте 500 футов (150 м) пилот понял, что находится на неправильной траектории, поэтому стал выполнять уход на второй круг. Неожиданно лайнер стал крениться вправо, после чего перешёл в сваливание и упал в поле в 1400 метрах от торца полосы и в 900 метрах правее продолжения её осевой. Все находящиеся на борту 4 пассажира и 5 членов экипажа получили травмы, но никто не погиб.

### 5 февраля 1970 года
Lockheed L-188A Electra борт PP-VJP выполнял пассажирский рейс из Сан-Паулу в Порту-Алегри, когда при заходе на посадку экипаж не уследил за высотой, в результате чего правая основная опора шасси врезалась в препятствие и отделилась. Приземлившись «на брюхо», лайнер проскользил около 11 метров и остановился; никто из находящихся на борту 46 пассажиров и 5 членов экипажа не пострадал. По имеющимся данным, самолёт был отставлен от эксплуатации и до 1980 года находился в Порту-Алегри, где использовался как источник запчастей. Вообще это единственное происшествие с Lockheed L-188 в Бразилии.

### 9 февраля 1972 года
Hawker Siddeley HS 748-2A-235 борт PP-VDU выполнял тренировочный полёт в Порту-Алегре и отрабатывая отказ двигателя во время взлёта оторвался от полосы. Однако после уборки шасси самолёт вдруг потерял скорость, упал на землю и проскользил несколько метров, прежде чем остановился. Находившиеся на борту оба пилота выжили, но лайнер из-за полученных повреждений был списан. Причиной происшествия стала ошибка инструктора, который отключил двигатель до достижения V1, когда следовало прервать взлёт, но в итоге самолёт не успел набрать необходимую скорость для безопасного набора высоты.

### 9 июня 1973 года
Boeing 707-327C борт PP-VLJ выполняя грузовой рейс заходил на посадку в Рио-де-Жанейро-Галеан, когда на высоте 70 метров вдруг опустил нос и врезался в огни подхода. Из четырёх членов экипажа на борту были спасены второй пилот Жуан Криштиану Годой (порт. João Cristiano Godoy) и бортинженер Азелио Бенке (порт. Azelio Bencke); командир 52-летний Алоисио Вернек (порт. Aloísio Werneck) и третий пилот 53-летний Рейнальдо Северо (порт. Reynaldo Severo) погибли, а лайнер был уничтожен. Вероятной причиной была названа ошибка второго пилота, который случайно выпустил внутренние спойлеры, что привело в падению скорости.

### 11 июля 1973 года
Boeing 707-345C борт PP-VJZ выполнял пассажирский рейс 820 по маршруту Рио-де-Жанейро — Сан-Паулу — Париж, когда на подходе к аэропорту Париж-Орли экипаж сообщил о задымлении на борту, на что получил прямой заход. Однако ситуация быстро выходила из-под контроля, в том числе дым уже заполнил салон и проник в кабину, где экипаж был вынужден использовать кислородные маски. В сложившейся ситуации командир понял, что до аэропорта они не дотянут, поэтому произвёл посадку на поле в 5 км от ВПП, при этом у самолёта отделились стойки шасси, а затем все двигатели, но фюзеляж в целом уцелел. После остановки лётный экипаж успел эвакуироваться, тогда как пассажиров уже извлекали спасательные службы. Из находившихся на борту 117 пассажиров и 17 членов экипажа выжили только 11 человек (10 членов экипажа и 1 пассажир); остальные 123 человека погибли. Как было установлено, пожар начался в правом заднем туалете с контейнера для использованных полотенец, которые по факту к тому времени уже высохли, а для их воспламенения достаточно было искры от случайно брошенной сигареты, либо короткого замыкания в проводке. Крупнейшая авиакатастрофа в истории авиакомпании.

### 17 июня 1975 года
Hawker Siddeley HS 748-2A-235 борт PP-VDN выполнял пассажирский рейс из Педру-Афонсу в Белем, когда вскоре после вылета экипаж обнаружил технические проблемы, требующие возврата в аэропорт. Заход на посаду осуществлялся с повышенной скоростью, при этом лайнер коснулся полосы со значительным перелётом — всего в 300 метрах от конца ВПП. Не сумев быстро остановиться, машина выкатилась за пределы полосы, после чего пересекла дорогу и врезалась в жилой дом, убив женщину с двумя детьми; на борту самолёта погиб второй пилот Лемос (порт. Lemos), командир получил перелом ноги, а остальные 13 человек (бортпроводник и 12 пассажиров) не пострадали.

### 30 января 1979 года
Boeing 707-323C борт PP-VLU выполнял грузовой рейс 967 по маршруту Токио — Лос-Анджелес — Лима — Рио-де-Жанейро; перевозимый груз — 53 картины художника Манабу Мабе. На борту помимо груза находился только экипаж в составе 6 человек, когда лайнер вылетел из Токио, а через полчаса было сообщено о нормальном выполнении полёта в хороших погодных условиях. После этого на связь экипаж больше не выходил, а поиски следов «Боинга» окончились безрезультатно — он просто исчез посреди Тихого океана. Примечательно, что командиром рейса 967 был тот же, что и у рейса 820 (см. выше про 11.07.1973) — Жилберту Араужу да Силва (порт. Gilberto Araujo Da Silva).

### 11 июня 1981 года
Boeing 707-341C борт PP-VJT выполнял грузовой рейс, когда при посадке в Манаусе в условиях сильного дождя и с повышенной скоростью после касания стал отклоняться вправо (вероятно, из-за аквапланирования) и врезался правой основной стойкой шасси в фонарь освещения, в результате чего стойка отделилась. Машина рухнула на бетон и проскользив по нему остановилась. Все находившиеся на борту три члена экипажа успешно эвакуировались, но самолёт получил критические повреждения и был списан.

### 3 января 1987 года
Boeing 707-379C борт PP-VJK выполнял пассажирский рейс 797 из Абиджана (Кот-д’Ивуар) в Рио-де-Жанейро; это был последний рейс последнего пассажирского B707 во флоте компании, а после прибытия в Рио его должны были передать военным. Однако спустя 20 минут после вылета сработала пожарная сигнализация в двигателе № 1. Экипаж отключил его и принял решение возвращаться в Абиджан. Ранее на этом самолёте уже были ложные срабатывания пожарной сигнализации в данном двигателе, поэтому в этом рейсе экипаж подумал, что данный сигнал также ложный. Но спустя несколько минут стали поступать сигналы о повышенной температуре двигателя № 1 и утечке топлива в нём, что заставило всех в кабине заметно нервничать. При заходе на посадку в условиях сплошной темноты находящийся во «взвинченном» состоянии экипаж не смог совершать слаженную работу, в результате чего машина потеряла управление, вошла в левый крен и перевернувшись врезалась в деревья в 10 км от аэропорта. Из находящихся на борту выжил только один пассажир; все остальные 50 человек (38 пассажиров и 12 членов экипажа) погибли.

### 3 сентября 1989 года
Boeing 737-241 борт PP-VMK выполнял пассажирский рейс 254 из Марабы в Белен, но экипаж по ошибке задал направление полёта 270° вместо 27°, то есть на запад, вместо северо-северо-востока. Когда спустя расчётное время аэропорт не появился, пилоты стали его искать, но вместо этого фактически углубляясь всё дальше в джунгли. Когда же топливо закончилось, лайнер приземлился прямо на лес. Через 2 дня место происшествия было найдено,а всё выжившие вывезены. Из находившихся на борту 48 пассажиров и 6 членов экипажа погибли 12 (либо 13, зависит от правила подсчёта) пассажиров.

### 14 февраля 1997 года
Boeing 737-2C3 борт PP-CJO выполнял пассажирский рейс 265 из Марабы в Каражас, когда при посадке в условиях грозы подломилась правая стойка основного шасси. Развернувшись вправо, машина вылетела с полосы и промчавшись по земле 700 метров врезалась в лес. В происшествии погиб второй пилот, все остальные 51 человек (46 пассажиров и 5 членов экипажа) выжили.

### 16 сентября 2001 года
Boeing 737-2C3 борт PP-CJN выполнял пассажирский рейс 2240 из Сан-Паулу в Гоянию, когда при посадке в условиях грозы фактически приземлился на левую сторону полосы, после чего съехал левым шасси на грунт. Пилоты попытались вернуть машину на ВПП, но она врезалась в препятствия, в результате чего отделились левый двигатель, носовая и правая основная стойки шасси. Все находящиеся на борту 62 пассажира и 5 членов экипажа успешно эвакуировались, тогда как самолёт был списан.

## Угоны

### 4 ноября 1969 года
Boeing 707-345C (борт PP-VLV) выполнял рейс 911 из Буэнос-Айреса в Сантьяго (Чили), а на борту находились 89 пассажиров и 12 членов экипажа. Был захвачен 6 угонщиками, которые потребовали лететь на Кубу, где они покинули самолёт. В ходе данного угона никто из людей не пострадал.

### 29 ноября 1969 года
Boeing 707-345C (борт PP-VJX) выполнял рейс 827 из Парижа в Рио-де-Жанейро, когда был захвачен 1 угонщиком, по требованию которого направился на Кубу, где террорист покинул лайнер. В ходе данного угона никто из людей не пострадал.

### 12 марта 1970 года
Boeing 707-345C (снова борт PP-VJX) выполнял рейс 921 из Сантьяго в Лондон, когда был захвачен 1 угонщиком, по требованию которого направился на Кубу, где террорист покинул лайнер. В ходе данного угона никто из людей не пострадал.

### 30 мая 1972 года
Lockheed L-188A Electra (борт PP-VJL) выполнял рейс из Сан-Паулу в Порту-Алегри, а на борту находились 87 пассажиров и 5 членов экипажа, когда был захвачен 1 угонщиком, который требовал за освобождение выкуп. Самолёт был взят штурмом, в ходе которого террорист погиб.